# Maurizio Damilano
Maurizio Damilano (Scarnafigi, 6 aprile 1957) è un ex marciatore italiano, campione olimpico a Mosca 1980 e due volte campione mondiale della 20 km.

## Biografia

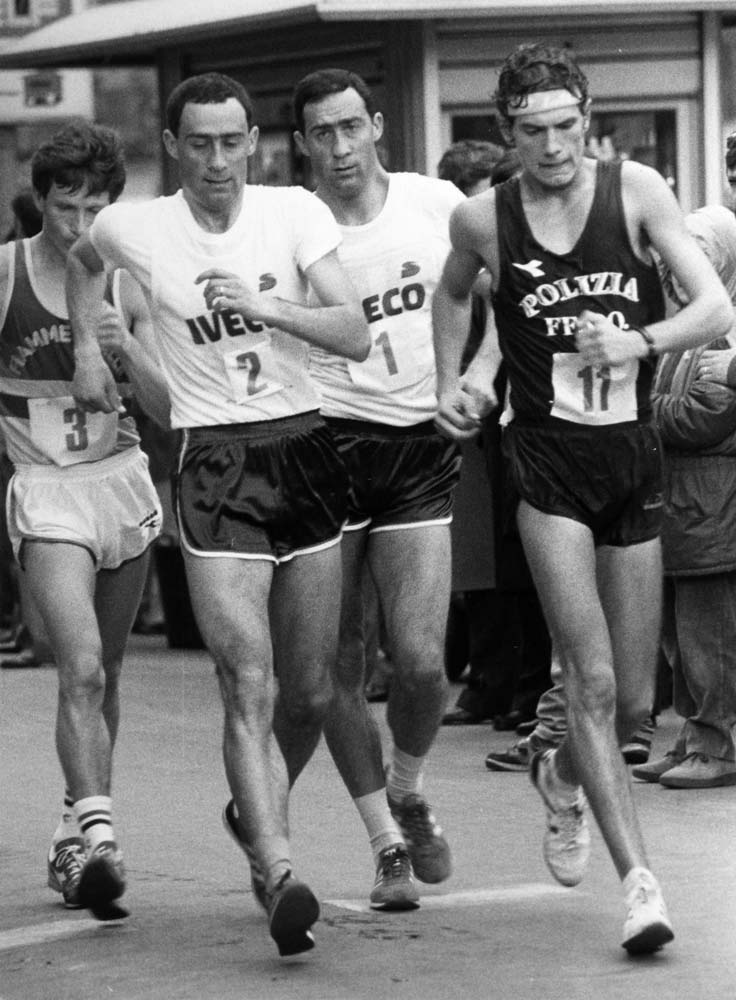
I fratelli Damilano durante una gara: Maurizio con il numero 1, Giorgio con il numero 2. Sulla destra, Raffaello Ducceschi

Pur avendo gareggiato su tutte le distanze della marcia, la gara della 20 km è stata la sua specialità. Su tale distanza ha vinto in carriera un oro e due bronzi (oltre ad un quarto posto) ai Giochi olimpici, due titoli iridati ai Mondiali e 9 titoli italiani. Detiene il record mondiale sui 30 000 m in pista e sulla 2 ore in pista, ottenuto a Cuneo nel 1992.
Maurizio Damilano ha un fratello gemello, Giorgio, anch'egli ottimo marciatore (11º ai Giochi olimpici di Mosca) ed un altro fratello (maggiore di sette anni), Sandro, suo allenatore, ex commissario tecnico della FIDAL e successivamente responsabile tecnico della marcia della nazionale cinese.
In occasione dei Giochi olimpici di Torino 2006 è stato nominato "vicesindaco" del villaggio olimpico di Bardonecchia. La carica di "sindaco" spetta invece a Manuela Di Centa, responsabile del villaggio olimpico principale allestito a Torino nella zona del Lingotto.
Dal 2001 pratica ed insegna il fitwalking insieme al fratello Giorgio. Nel 2002 in collaborazione coi fratelli, il comune di Saluzzo e la Federazione Italiana di Atletica Leggera, ha fondato la Scuola del Cammino di Saluzzo, centro internazionale di allenamento di marcia e di divulgazione del fitwalking, il cammino della salute.
È presidente mondiale in carica del Comitato della Marcia della federazione internazionale di atletica leggera.

## Record nazionali
Seniores
- Marcia 30 000 metri: 2h01'44"1 m ( Cuneo, 3 ottobre 1992)

## Palmarès
| Anno | Manifestazione          | Sede        | Evento        | Risultato | Prestazione | Note                  |
| ---- | ----------------------- | ----------- | ------------- | --------- | ----------- | --------------------- |
| 1978 | Europei                 | Praga       | Marcia 20 km  | 6º        | 1h24'57"5   |                       |
| 1980 | Giochi olimpici         | Mosca       | Marcia 20 km  | Oro       | 1h23'35"5   | Record olimpico       |
| 1981 | Europei indoor          | Grenoble    | Marcia 5000 m | Argento   | 19'13"90    |                       |
| 1981 | Universiadi             | Bucarest    | Marcia 20 km  | Oro       | 1h26'47"    | [ 4 ]                 |
| 1982 | Europei indoor          | Milano      | Marcia 5000 m | Oro       | 19'40"28    |                       |
| 1983 | Universiadi             | Edmonton    | Marcia 20 km  | Argento   | 1h24'21"    | [ 4 ]                 |
| 1983 | Mondiali                | Helsinki    | Marcia 20 km  | 7º        | 1h21'57"    |                       |
| 1983 | Giochi del Mediterraneo | Casablanca  | Marcia 20 km  | Oro       | 1h23'19"    |                       |
| 1984 | Giochi olimpici         | Los Angeles | Marcia 20 km  | Bronzo    | 1h23'26"    |                       |
| 1984 | Giochi olimpici         | Los Angeles | Marcia 50 km  | dnf       | dnf         |                       |
| 1985 | Mondiali indoor         | Parigi      | Marcia 5000 m | Argento   | 19'11"41    |                       |
| 1986 | Europei                 | Stoccarda   | Marcia 20 km  | Argento   | 1h21'17"    |                       |
| 1987 | Mondiali                | Roma        | Marcia 20 km  | Oro       | 1h20'45"    | Record dei campionati |
| 1987 | Giochi del Mediterraneo | Laodicea    | Marcia 20 km  | Oro       | 1h25'33"    |                       |
| 1988 | Giochi olimpici         | Seul        | Marcia 20 km  | Bronzo    | 1h20'14"    |                       |
| 1991 | Giochi del Mediterraneo | Atene       | Marcia 20 km  | Oro       | 1h22'48"    |                       |
| 1991 | Mondiali                | Tokyo       | Marcia 20 km  | Oro       | 1h19'37"    | Record dei campionati |
| 1992 | Giochi olimpici         | Barcellona  | Marcia 20 km  | 4º        | 1h23'39"    |                       |

## Campionati nazionali
- 6 volte campione nazionale assoluto della marcia 10000 m (1979, 1981, 1982, 1983, 1984, 1985)
- 1 volta campione nazionale assoluto della marcia 15 km (1987)
- 10 volte campione nazionale assoluto della marcia 20 km  (1978, 1980, 1981, 1982, 1983, 1984, 1985, 1986, 1988, 1992)
- 3 volte campione nazionale assoluto della marcia 50 km  (1985, 1986, 1990)
- 1 volta campione nazionale assoluto indoor della marcia 5000 m  (1984)

## Riconoscimenti
- Nel dicembre 2015, una targa con il nome di Maurizio Damilano è stata inserita nel percorso Walk of Fame dello sport italiano inaugurato il maggio precedente al parco olimpico del Foro Italico a Roma, riservato agli sportivi italiani che si sono distinti per i risultati ottenuti in campo internazionale.[6]